# Libythea hybrida
Libythea hybrida is een vlinder uit de familie van de Nymphalidae. De wetenschappelijke naam van de soort is voor het eerst geldig gepubliceerd in 1896 door Ludwig Martin.